# Tre vetë kapërcejnë malin
Tre vetë kapërcejnë malin (pol. Trzy osoby przekraczają góry) – albański film fabularny z roku 1988 w reżyserii Besima Kurtiego.

## Opis fabuły
Akcja filmu rozgrywa się w czasie II wojny światowej. Mieszkańcy małej wioski utrzymują się z kontrabandy przekradając się przez góry do Grecji. Pewnego dnia spotykają na swojej drodze partyzantów z UNÇ.

## Obsada
- Piro Malaveci jako Vangjel Zgurra
- Ilia Shyti jako Xhezapi
- Perika Gjezi jako Jani Kripa
- Pandi Siku jako Kiço Zgurra
- Petraq Xhillari jako Ropi
- Spiro Petromilo jako Spiro
- Shpëtim Shmili jako Kasem
- Jetmira Dusha jako żona Kiço
- Taulant Godaj
- Simon Bitri
- Marko Bitraku
- Hatiqet Bendo
- Antoneta Fishta
- Enkeleda Goga
- Eduard Çala
- Ndrek Shkjezi
- Enver Dauti
- Petrit Reçi
- Stavri Shkurti
- Petrit Llanaj